# 江浦路駅
江浦路駅（こうほろえき）は上海市楊浦区江浦路に位置する上海軌道交通8号線、18号線の駅である。

## 駅構造
- 島式ホーム計2面4線の地下駅。ホームドア設置駅。出口は7箇所ある。

## 駅周辺
- 新華病院

## 歴史
- 2007年12月29日 - 8号線開業。
- 2021年12月30日 - 18号線開業[1]。

## 交通
バスは6、14、70、80、103、103区間、220、308、310、554、713、716、841、843、863、871線で乗れる。

## 隣の駅
上海軌道交通
 8号線
黄興路駅 - 江浦路駅 - 鞍山新村駅
 18号線
撫順路駅 - 江浦路駅 - 江浦公園駅